# Siobhan-Marie O’Connor
Siobhan-Marie O’Connor (ur. 29 listopada 1995 w Bath) – brytyjska pływaczka, specjalizująca się w stylu zmiennym, wicemistrzyni olimpijska z 2016 roku, medalistka mistrzostw świata.

## Kariera pływacka
Wicemistrzyni Europy na krótkim basenie z Herning (2013) na 200 m stylem zmiennym oraz brązowa medalistka na 100 m tym stylem, a także brązowa medalistka z Chartres (2012) na 100 m stylem zmiennym. Czterokrotna medalistka mistrzostw Europy juniorów z Belgradu (2011).
Uczestniczka igrzysk olimpijskich z Londynu (2012) na 100 m żabką (21. miejsce) oraz w sztafecie 4 × 100 m stylem zmiennym (8. miejsce).
Na mistrzostwach świata w Kazaniu w 2015 roku zdobyła złoty medal w sztafecie mieszanej 4 × 100 m stylem zmiennym. Reprezentacja Wielkiej Brytanii z czasem 3:41,71 ustanowiła w tej konkurencji także rekord świata. Na dystansie 200 m stylem zmiennym wywalczyła brązowy medal, uzyskując w finale czas 2:08,77.
Rok później, podczas igrzysk olimpijskich w Rio de Janeiro O’Connor została wicemistrzynią olimpijską, gdy w finale 200 m stylem zmiennym przepłynęła ten dystans w 2:06,88. Brała też udział w konkurencjach sztafet 4 × 100 stylem zmiennym i 4 × 200 kraulem. W stylu zmiennym sztafeta brytyjska z czasem 3:56,96 uplasowała się na siódmym miejscu i poprawiła jednocześnie rekord kraju. W sztafecie kraulowej 4 × 200 m Brytyjki nie awansowały do finału i ostatecznie zajęły dziewiąte miejsce.